# Gager
Gager – część gminy (Ortsteil) Mönchgut w Niemczech w kraju związkowym Meklemburgia-Pomorze Przednie, w powiecie Vorpommern-Rügen, wchodząca w skład związku gmin Mönchgut-Granitz.

## Toponimia
Nazwa pochodzenia słowiańskiego, poświadczona źródłowo w formie Yawer (1360), die Jawerschenn (1567), de Jager (1592), Gager (1805). Urobiona została od połabskiego *javor i oznacza tyle co „miejsce wśród jaworów”.